# Painel DS160 da Organização Mundial do Comércio
O caso WT/DS 160 foi uma disputa instaurada no Órgão de Solução de Controvérsias (OSC) da Organização Mundial de Comércio (OMC) iniciou-se em 1999. A Comunidade Europeia começou a disputa contra os Estados Unidos, alegando que a legislação americana de propriedade intelectual, mais especificamente de direitos autorais (US Copyright Act), violava o Tratado Internacional de Proteção de Propriedade Intelectual (TRIPS) e a Convenção de Berna, dois tratados internacionais. O painel formado para decidir a questão entendeu que havia violação por parte dos Estados Unidos e que o país deveria alterar sua legislação. No entanto, embora os países tenham indicado ao órgão que chegaram a um acordo de mútua satisfação, até hoje, os Estados Unidos não implementaram a decisão.

## Cronologia
- 26 de janeiro de 1999: Comunidade Europeia requer consultas frente aos Estados Unidos. [1]
- 15 de abril de 1999: Pedido para estabelecimento de um Painel no OSC.
- 5 de maio de 2000: Painel submete relatório final às partes, condenando os Estados Unidos.
- 24 de agosto de 2000: Estados Unidos informam ao OSC que implementariam as recomendações e propuseram um prazo de 15 meses para tal.
- 23 de outubro de 2000: Comunidade Europeia manifestou-se indicando que deveria haver arbitragem para determinar qual era esse período razoável.
- 15 de janeiro de 2001: Árbitro decide que as recomendações deveriam ser adotadas em 12 meses a serem contados da data de adoção do relatório do Painel. Porém, posteriormente, o OSC e a União Europeia concordaram com um aumento do período razoável para a implementação das medidas.
- 23 de julho de 2001: Estados Unidos e Comunidade Europeia decidem recorrer a uma arbitragem para estabelecer o nível diminuição dos benefícios sofridos pela Comunidade Europeia, como resultado da alteração do US Copyright Act.
- 9 de novembro de 2001: Tribunal Arbitral entende que a quantia de benefícios perdida era de 1.219.900 euros por ano.
- 7 de janeiro de 2002: como os Estados Unidos não haviam implementado as medidas no período estabelecido, a Comunidade Europeia pede autorização para suspender concessões.
- 17 de janeiro de 2002: Estados Unidos pedem nova arbitragem para definir o grau de suspensão das obrigações proposto pela outra parte.
- 26 de fevereiro de 2002: Partes pedem a suspensão da arbitragem, e informam que chegaram a um acordo temporário satisfatório.

## Legislação
Os argumentos levantados no caso referem-se a legislação específica de propriedade intelectual, mais especificamente de direitos autorais. Na acusação feita pela Comunidade Europeia alegou-se que havia violação do TRIPS por conta dos artigos previstos no US Copyright Act:
- O TRIPS é um tratado internacional acordado no âmbito da OMC, que estabelece um padrão mínimo de proteção aos vários tipos de propriedade intelectual. Foi negociado na Ronda Uruguai do Acordo Geral de Tarifas e Comércio (GATT 1994), sendo até hoje uma das principais legislações que tratam do tema. Sendo a Comunidade Europeia e os Estados Unidos signatários do TRIPS, suas legislações internas relativas à propriedade intelectual deveriam estar em acordo com o tratado.
- As proteções sobre copyright no TRIPS estão presentes na Seção 1 da Parte II do tratado, nos artigos 9 a 14. O art. 9 que, segundo a Comunidade Europeia, estaria sendo violado pelo US Copyright Act, determina que os membros da OMC devem agir de acordo com as provisões dos artigos 1 a 21 da Convenção de Berna.
- A Convenção de Berna é um tratado internacional que estabelece regras para proteção de copyright. Além de estabelecer um sistema de tratamento igualitário para copyright entre os signatários, o tratado exige que os membros estabeleçam parâmetros mínimos em suas leis sobre o tema. Relevante para este caso é que a Convenção autoriza os países a permitirem o uso “justo” de obras protegidas pelo copyright, em outras publicações ou reproduções. O art. 9(2) proíbe limitações ao direito de reprodução, mas estabelece exceções. Estas se dariam no caso de limites não conflitantes com a exploração normal da obra e não prejudiciais aos interesses legítimos do detentor do direito. Os Estados Unidos tornaram-se signatários da Convenção de Berna em 1988.
- O US Copyright Act estabelece os direitos básicos dos possuidores de copyright nos Estado Unidos. Essa legislação apresenta, assim como na Convenção de Berna, a ideia de uso justo. Assim, o “uso justo” de obras protegidas pelo copyright não seria uma infração ao direito do autor, pois são casos determinados, nos quais se considera que não há prejuízo aos interesses do detentor dos direitos. Sobre este ponto, o US Copyright Act foi alterado pelo Fairness in Music Licensing Act.
- O Fairness in Music Licensing Act é uma legislação dos Estados Unidos, que permitiu o aumento do número de bares e restaurantes que passaram a ser eximidos da necessidade de uma licença pública para a reprodução de músicas ou programas televisivos durante as horas de funcionamento. Foi através da emenda feita por essa lei que o US Copyright Act passou a permitir o uso de obras (artigo 110(5)) nos casos considerados pela Comunidade Europeia como violação do TRIPS.

## Contexto
Desde 1975, os Estados Unidos têm permitido a difusão de músicas sem o pagamento de direitos autorais, no caso de estabelecimentos que utilizem equipamentos equivalentes aos usados em residências.  Essa “exceção doméstica” foi consolidada no caso Twentieth Century Music v. Aiken, decidido pela Suprema Corte americana.
Entretanto, quando os Estados Unidos adotaram o Fairness in Music Licensing Act em 1997, permitindo outra exceção além dessa, a Irish Music Rights Organization reclamou da medida à Comunidade Europeia. Considerando que os Estados Unidos estavam descumprindo seus compromissos assumidos internacionalmente, esta, por sua vez, decidiu levar a reclamação ao âmbito da OMC.
Os interesses econômicos da Comunidade Europeia eram significativos. De acordo com um estudo apresentado, aproximadamente 70% de todos os estabelecimentos para beber ou comer e 45% de todos os estabelecimentos de varejo nos Estados Unidos podem reproduzir, através de rádio e televisão, obras protegidas, sem a autorização do autor e sem limitação.
A controvérsia Music in Bars  iniciou-se em 26 de janeiro de 1999 com o pedido de consulta por parte da Comunidade Europeia junto aos Estados Unidos, com relação à Seção 110(5) do US Copyright Act.

## Matéria
A Comunidade Europeia alegou que as exceções definidas nos subparágrafos (A) e (B) da Seção 110(5) do US Copyright Act violariam as obrigações dos Estados Unidos diante do TRIPS, especificamente o artigo 9.1, que remete aos artigos 11(1)(iii) e 11(1)(ii) da Convenção de Berna, estando também em desacordo com esse tratado. Assim, pediu que os Estados Unidos alterassem sua legislação para que estivesse em acordo com o TRIPS. 

Os Estados Unidos defenderam que a Seção 110(5) do US Copyright Act era consistente com suas obrigações perante o TRIPS e pediu para que o Painel entendesse serem os subparágrafos (A) e (B) desta seção compatíveis com as obrigações estabelecidas pela Convenção de Berna. Assim, solicitaram que o pedido da Comunidade Europeia fosse negado.
O Painel estabelecido em 1999 teve de decidir o caso através da análise do conteúdo legislativo em questão.  

Primeiramente, verificou-se que a Seção 106 do US Copyright Act determina que o autor da obra é detentor do direito exclusivo de reproduzir, produzir obras derivativas, distribuir cópias e apresentar a obra em público. No entanto, a Seção 110(5) do US Copyright Act criou duas exceções ao  determinado na Seção 106 e consideradas ilegais pela Comunidade Europeia. A primeira exceção era a “exceção de negócios”, prevista no subparágrafo (B), que determinava que estabelecimentos de comida, bebida e varejo, abaixo de um certo limite de metros quadrados ou com certas limitações de equipamentos, poderiam realizar a difusão de músicas sem a autorização dos artistas e sem o pagamento de taxas pelas transmissões de rádio ou televisão. A segunda exceção era a “exceção doméstica”, prevista no subparágrafo (A), que estabelecia as mesmas condições para pequenos estabelecimentos (lojas e restaurantes) que efetuassem a difusão de músicas “dramáticas” através de um equipamento como os comumente utilizados em casas. 

A Comunidade Europeia alegou que esses subparágrafos violavam as obrigações do TRIPS. Os artigos 9 a 13 da Seção 1 do TRIPS tratam dos parâmetros substantivos da proteção ao copyright. O artigo 9.1 obriga os membros da OMC a seguirem os artigos 1 a 21 da Convenção de Berna. Assim, os subparágrafos mencionados anteriormente também violariam essa Convenção, especialmente seus artigos 11(1)(iii) e 11(1)(ii). O artigo 11 da Convenção de Berna trata da reprodução ao público e dos direitos exclusivos que protegem a performance em público, que inclui a difusão de gravações. Assim, o artigo refere-se ao elemento “público” da reprodução e é de entendimento geral que a reprodução de obras em televisão ou rádio envolve a comunicação ao público, no sentido do artigo 11.

### Decisão
As duas partes não conseguiram encontrar uma solução satisfatória para ambas, então, em 15 de abril de 1999, a Comunidade Europeia formulou pedido para a formulação de um painel. Este foi estabelecido em 26 de maio de 1999 pelo OSC da OMC, e no qual participaram como terceiras partes a Austrália, Suíça, Brasil, Canadá e Japão. 
Para decidir, o Painel levou em consideração os entendimentos analisados em relação ao problema, e também entendeu que era relevante para a disputa a interpretação e aplicação do artigo 13 do TRIPS. Esse artigo é a exceção geral aplicável aos direitos exclusivos dos detentores de copyright e é nele que está a apresentação dos requisitos para limitações e exceções. Esses casos excepcionais devem ficar restritos a situações especiais; não entrar em conflito com a exploração normal da obra e não prejudicar de maneira não razoável os interesses legítimos do detentor do copyright.
O Painel interpretou esse artigo entendendo que as condições deveriam ser aplicadas de maneira cumulativa, sendo cada requisito separado e independentemente satisfeito. Se a situação não estivesse de acordo com nenhuma das condições do artigo 13, a exceção não poderia ser permitida. Em 5 de maio de 2000, o Painel submeteu às partes o relatório final, no qual demonstrou entendimento de que o exemplo de “negócios”, citado na Seção 110(5) do US Copyright Act, não era compatível com os requisitos do art. 13 do Tratado Internacional de Proteção de Propriedade Intelectual (TRIPS) e, portanto, também não era consistente com os arts. 11(1)(iii) e 11(1)(ii) da Convenção de Berna. No entanto, a dispensa “doméstica” foi considerada em conformidade com os mesmos requisitos.

## Posteridade
Os Estados Unidos informaram ao Órgão de Solução de Controvérsias que iriam implementar as recomendações e propuseram 15 meses como período razoável para tal. A Comunidade Europeia manifestou-se indicando que deveria haver arbitragem para determinar qual era esse período razoável e o árbitro decidiu que as recomendações deveriam ser adotadas em 12 meses a serem contados da data de adoção do relatório do Painel. Porém, posteriormente o OSC e a Comunidade Europeia concordaram com um aumento do período razoável para a implementação das medidas.
Em julho de 2001, os Estados Unidos e a Comunidade Europeia informaram ao Órgão que acordaram em recorrer a uma arbitragem para determinar o nível de nulidade ou de diminuição dos benefícios sofridos pela Comunidade Europeia, como resultado da Seção 110(5) do US Copyright Act. Instaurado o Tribunal Arbitral, entendeu-se que a quantia de benefícios diminuída era de 1.219.900 euros por ano. 

Em janeiro de 2002, considerando que os Estados Unidos haviam falhado em implementar as medidas em conformidade com o tempo razoável estabelecido anteriormente, a Comunidade Europeia pediu autorização para suspender concessões. Os Estados Unidos, então, pediram nova arbitragem para definir o grau de suspensão das obrigações proposto pela outra parte. 

No entanto, as partes informaram ao Órgão que chegaram a um acordo que satisfizesse a ambas temporariamente e encerraram a arbitragem. Hoje, os Estados Unidos produzem relatórios mensais comunicando que o estado ainda está trabalhando para implementar as medidas determinadas pelo Painel e a Comunidade Europeia nada está fazendo, aparentemente, para modificar essa situação e forçar os Estados Unidos a cumprirem suas obrigações. 